# Santuario de Santa María de la Villa
El santuario de Santa María de la Villa y su torre-campanario es un templo católico y espacio de culto ubicado en la ciudad de Martos, Provincia de Jaén (España). En él se venera la imagen de Santa María de la Villa, conocida como La Labradora. El Templo se asienta sobre un cerro rocoso y baluarte dentro del recinto de la Fortaleza Baja o Castillo de la Villa. Desde la plaza del Santuario, el mirador de Santa María de la Villa, se pueden contemplar unas privilegiadas vistas de toda la ciudad.

## Historia
Se tiene constancia que la antigua Iglesia de la Villa fue construida en los años inmediatamente posteriores a la entrega de Martos al Reino de Castilla, a finales de agosto de 1225. Aunque es posible que en este mismo lugar haya existido desde épocas remotas algún edificio o lugar de culto de las distingas culturas que han plasmado en la ciudad su huella. En el siglo XVI fue remodelado por el arquitecto Francisco del Castillo así como la construcción del campanario.
La antigua Iglesia fue quemada y destruida por milicianos republicanos durante el primer día de la Guerra Civil Española, quedando la techumbre destruida y su interior calcinado.
A pesar de que la estructura original sobrevivió al incendio, fue derruida tras el final de la Guerra Civil, quedando de aquella primitiva construcción la Torre-campanario. El actual Santuario fue reconstruido en la década de los 40 por el arquitecto Ramón Pajares Pardo, en estilo Neobarroco. La imagen de Santa María de la Villa fue entronizada en su nuevo Templo el 14 de abril de 1952. En la cripta reposan los restos de los mártires de la Guerra Civil. 
El 8 de septiembre de 1970 por Decreto del Obispo de Jaén, Félix Romero Mengíbar, deja de ser Comunidad Parroquial con entidad propia, para convertirse en Santuario Mariano adscrito a la Real Iglesia de Santa Marta. 

### Torre-campanario
Se trata de una construcción del siglo XVI separada del edificio principal del santuario y se trata del único elemento original del antiguo santuario, obra del arquitecto Francisco del Castillo. El campanario está formado por una planta cuadrada con arcos de medio punto y emplazado sobre un cubo de la Muralla urbana de Martos.

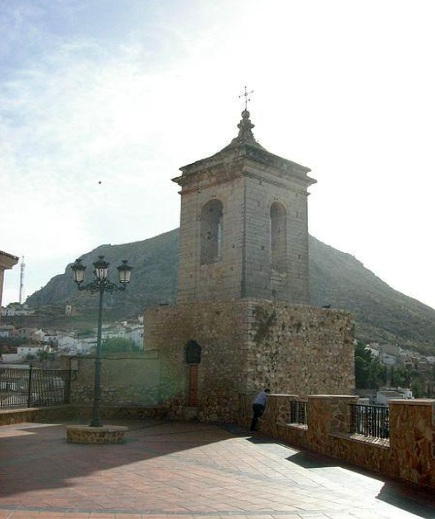
Torre-Campanario de Santa María de la Villa, sobre un cubo de muralla del Castillo de la Villa.